# Freedom (singel)
Freedom – pierwszy singel amerykańskiego zespołu Rage Against the Machine, pochodzący z debiutanckiego albumu studyjnego tego zespołu, zatytułowanego Rage Against the Machine. Został wydany w 1992 roku. Nakręcony do utworu teledysk opowiada o incydencie w Oglala. Utwór jest sprzeciwem w sprawie Leonarda Peltiera. 

## Lista utworów
1. "Freedom"
2. "Freedom [Live-version]"
3. "Take The Power Back [Live-version]"